# La Chapelle-Fortin
La Chapelle-Fortin är en kommun i departementet Eure-et-Loir i regionen Centre-Val de Loire strax norr om centrala Frankrike. Kommunen ligger i kantonen La Ferté-Vidame som tillhör arrondissementet Dreux. År 2022 hade La Chapelle-Fortin 169 invånare.

## Befolkningsutveckling
Antalet invånare i kommunen La Chapelle-Fortin
Referens:INSEE